# 주피터 어센딩
《주피터 어센딩》(영어: Jupiter Ascending)은 2015년 공개된 미국, 오스트레일리아의 스페이스 오페라 영화이다. 라나 워쇼스키, 앤디 워쇼스키가 감독, 제작과 각본을 썼다.
"지구는 우주의 식민지"라는 콘셉트로 주인공 '주피터'(밀라 쿠니스 분)가 자신이 지구의 주인이라는 사실을 깨닫고 '케인'(채닝 테이텀 분)과 함께 인류를 구하는데 나선다는 내용을 담고 있다. 현실과 가상의 혼재라는 큰 줄거리가 워쇼스키 남매 감독의 전작 매트릭스를 연상시키기도 한다.

## 줄거리
지구는 우주의 식민지다
외계 종족의 인간 재배가 시작된다!
목성이 유난히 빛나던 밤, 태어난 ‘주피터’(밀라 쿠니스 분). 머나먼 은하의 별을 꿈꾸는 그녀의 현실은 이민자 가족들과 청소업을 하는 비루함뿐이다.
그러나 스카이 재커 ‘케인’(채닝 테이텀 분)이 주피터를 찾아 지구에 오면서 모든 운명이 달라진다.
주피터는 사실 자신이 지구의 주인이며 또한 인간은 어브라색스 가문이 키우는 농작물 같은 존재라는 것을 알게 되는데…
인류와 세계, 나아가 지구를 구할 주피터가 깨어난다!

## 배역
- 밀라 쿠니스 - 주피터 존스 역
- 채닝 테이텀 - 케인 와이즈 역
- 숀 빈 - 스팅어 어피니 역
- 에디 레드메인 - 벌렘 어브라색스 역
- 더글러스 부스 - 타이터스 어브라색스 역
- 터펀스 미들턴 - 칼리크 어브라색스 역
- 에드워드 호그 - 시케이너리 나이트 역
- 마리아 도일 케네디 - 알렉사 역
- 니키 아무카버드 - 디어미카 싱 역
- 버네사 커비 - 캐서린 던리비 역
- 제러미 스위프트 - 바실리 볼로트니코프 역
- 크리스티나 콜 - 제마 차터지 역
- 배두나 - 라조 역
- 제임스 다시 - 맥시밀리언 존스 역
- 킥 거리 - 블러디 역
- 팀 피곳스미스 - 맬리딕터스 역
- 구구 음바타로 - 파물러스, 타이터스의 수하 역
- 테리 길리엄 - 인감 및 인장 관리인 역
- 새뮤얼 바넷 - 은하계 변호사 밥 역
- 데이비드 어잘라 - 아이비스 역
- 아리욘 바카레 - 그리건 역
- 샬럿 보먼트 - 키자 역